# جیمز بوون (بازیکن فوتبال)
جیمز بوون (انگلیسی: James Bowen؛ زادهٔ ۴ فوریهٔ ۱۹۹۶) بازیکن فوتبال اهل بریتانیا است.
از باشگاه‌هایی که در آن بازی کرده‌است می‌توان به باشگاه فوتبال گلاستر سیتی، باشگاه فوتبال بیشاپس کلیو، باشگاه فوتبال هرفورد، و باشگاه فوتبال چلتنهام تاون اشاره کرد.